# 王柄
王柄，號羅洲，四川顺庆府渠县人，明朝政治人物。进士出身。

## 生平
嘉靖元年（1522年）壬午科四川鄉試舉人，五年（1526年）丙戌科进士。任户部主事，税不私一物。升郎中，出守岳州，改任邵武府知府。迁云南副使，乞休歸里。